# Praomys
A Praomys az emlősök (Mammalia) osztályának a rágcsálók (Rodentia) rendjébe, ezen belül az egérfélék (Muridae) családjába tartozó nem.

## Rendszerezés
A nembe az alábbi 17 faj tartozik:
- Praomys coetzeei Van der Straeten, 2008
- Praomys daltoni Thomas, 1892
- Praomys degraaffi Van der Straeten & Kerbis Peterhans, 1999
- Praomys delectorum Thomas, 1910
- Praomys derooi Van der Straeten & Verheyen, 1978
- Praomys hartwigi Eisentraut, 1968
- Praomys jacksoni de Winton, 1897
- Praomys lukolelae Hatt, 1934
- Praomys minor Hatt, 1934
- Praomys misonnei Van der Straeten & Dieterlen, 1987
- erdei sokcsecsűpatkány (Praomys morio) Trouessart, 1881
- Praomys mutoni Van der Straeten & Dudu, 1990
- Praomys obscurus Hutterer & Dieterlen, 1992
- Praomys petteri Van der Straeten, Lecompte, & Denys, 2003
- Praomys rostratus Miller, 1900
- Tullberg-sokcsecsűpatkány (Praomys tullbergi) Thomas, 1894 - típusfaj
- Praomys verschureni Verheyen & Van der Straeten, 1977